# ESPN+
ESPN+（イーエスピーエヌ・プラス）はアメリカ合衆国のスポーツ専門ビデオ・オン・デマンドサービスである。スポーツイベントのライブストリーム、オンデマンド配信を行う。ウォルト・ディズニー・カンパニーが所有し、ディズニー・ストリーミングが運営している。

## 解説
ESPN本体で放送しているメジャースポーツ以外の、ラクロス (PLL)、ボクシング（トップランク、クィーンズ・ベリー・プロモーションズ）、大学スポーツ、テニス（グランドスラム）、クリケット、サッカー（MLS、UEFAネーションズリーグ、フットボールリーグ、セリエA、エールディヴィジ）、ラグビーユニオン（ブレディスローカップ、カリーカップ、メジャーリーグラグビー、ナショナル・プロヴィンシャル・チャンピオンシップ、ユナイテッド・ラグビー・チャンピオンシップ、ラグビーワールドカップセブンズ）、総合格闘技（UFC、UFCファイトパス）などの試合中継を配信している。MLB、NHLはレギュラーシーズンの一部試合やESPNとの同時放送。UFCと独占契約を締結しUFC 236からペイ・パー・ビュー (PPV) 大会を独占配信しており、視聴者は追加でPPV視聴料を払って視聴する。また、オリジナルドキュメンタリー番組やスポーツトーク番組も配信している。

## 歴史
2018年4月12日、月額視聴料4.99ドルでサービス開始。
2019年11月12日、Disney+のサービス開始と同時に、ディズニー傘下の動画配信サービスであるDisney+、Hulu、ESPN+の3つを合わせて契約することで合計月額12.99ドルとなるセット割引を開始した。
2021年8月13日、月額視聴料が5.99ドルから6.99ドルに値上げされ、年間割引契約も69.99ドルに改定された。
2022年8月23日、月額視聴料が6.99ドルから9.99ドルに値上げされ、年間割引契約も99.99ドルに改定された。
2023年10月12日、月額視聴料が9.99ドルから10.99ドルに値上げされ、年間割引契約も109.99ドルに改定された。
2024年12月4日、ディズニーはアメリカで「Disney Bundle」の利用者を対象に、ESPN+のコンテンツを含むDisney+の専用ハブの提供を開始した。
加入者は2023年6月30日時点で2520万人以上と公表されている。